# Chorthippus badachshani
Chorthippus badachshani är en insektsart som beskrevs av Bei-bienko 1963. Chorthippus badachshani ingår i släktet Chorthippus och familjen gräshoppor. Inga underarter finns listade i Catalogue of Life.